# Kateřina Hilská
Kateřina Hilská (* 7. května 1949 Praha) je česká překladatelka z angličtiny a manželka význačného shakespearologa a překladatele Martina Hilského. Dříve působila na Filozofické fakultě Jihočeské univerzity v Českých Budějovicích, kde vedla překladatelský seminář.

## Překlady
- Michael Bond: Medvídek Paddington
- Stephen Bowkett: Tajemný sligum
- Seamus Deane: Tápání ve tmě
- George Eliot: Silas Marner
- Mervyn Jones: Pouto
- Thomas Hardy: Rodákův návrat
- David Herbert Lawrence: Duha
- Norman Lewis: Podivná společnost
- Eric van Lustbader: Zpívající strom
- George MacDonald: Princezna a skřítci
- Hilary McKay: Pes Pátek
- Ken McClure: Krize
- Arthur Miller: Čarodějky ze Salemu
- Beatrix Potterová: Krejčík z Gloucestru
- Thomas Nicholas Scortia: Prométheus v plamenech (s Martinem Hilským)
- George Orwell: Uvnitř velryby a jiné eseje
- Edith Wharton: Zima
- Ian Whybrow: Vlčkův sešit špatností
- Pelham Grenville Wodehouse: Jeeves pánem situace, Ze života
- Virginia Woolfová: Orlando
- Virginia Woolfová: K majáku
- Virginia Woolfová: Paní Dallowayová
- Virginia Woolfová: Deníky